# Över-Röversjön
Över-Röversjön är en sjö i Bergs kommun i Härjedalen och ingår i Ljungans huvudavrinningsområde. Sjön har en area på 1,03 kvadratkilometer och ligger 643,1 meter över havet. Sjön avvattnas av vattendraget Rövran.

## Delavrinningsområde
Över-Röversjön ingår i det delavrinningsområde (697924-136859) som SMHI kallar för Utloppet av Över-Röversjön. Medelhöjden är 744 meter över havet och ytan är 19,27 kvadratkilometer. Räknas de 15 avrinningsområdena uppströms in blir den ackumulerade arean 144,38 kvadratkilometer. Rövran som avvattnar avrinningsområdet har biflödesordning 2, vilket innebär att vattnet flödar genom totalt 2 vattendrag innan det når havet efter 309 kilometer. Avrinningsområdet består mestadels av skog (78 procent). Avrinningsområdet har 1,12 kvadratkilometer vattenytor vilket ger det en sjöprocent på 5,8 procent.